# Verdon, Dordogne
Verdon är en kommun i departementet Dordogne i regionen Nouvelle-Aquitaine i sydvästra Frankrike. Kommunen ligger i kantonen Lalinde som tillhör arrondissementet Bergerac. År 2022 hade Verdon 36 invånare.

## Befolkningsutveckling
Antalet invånare i kommunen Verdon
Referens:INSEE